# Leptophryne
Leptophryne es un pequeño género de anfibios de la familia Bufonidae nativo del sudeste asiático y de las regiones peninsulares de Tailandia.

## Especies
Dos especies se clasifican en este género:
| Nombre binomial y autor               | Nombre común              |
| ------------------------------------- | ------------------------- |
| Leptophryne borbonica (Tschudi, 1838) | Sapo arbóreo de Java      |
| Leptophryne cruentata (Tschudi, 1838) | Sapo arbóreo de Indonesia |

Además, hay una tercera incertae sedis:
- Bufo verrucosus Boettger, 1902